# کوین دلتومبه
کوین دلتومبه (انگلیسی: Kevin Deltombe؛ زادهٔ ۲۷ فوریهٔ ۱۹۹۴ ‏(۳۱ سال)) دوچرخه‌سوار اهل بلژیک است.
از باشگاه‌هایی که در آن بازی کرده‌است می‌توان به تیم لوتو–سودال و اسپورت فلاندر-بالوزه اشاره کرد.